# Клейтон, Пэт
Пэт Клейтон (род. 16 апреля 1896 – 17 марта 1962) — британский геодезист и офицер. Он стал прототипом персонажа Питера Мэдокса в романе «Английский пациент».

## Карьера
Клейтон родился в Кройдоне, Лондон, в апреле 1896 года и, после службы офицером в Королевской полевой артиллерии британской армии во время Первой мировой войны, провел почти 20 лет в Египетском отделе геодезии в 1920-х и 1930-х годах, занимаясь картографированием больших территорий ранее не нанесенной на карту пустыни. В 1931 году Клейтон проводил триангуляцию от Вади-Хальфа до Увейната, когда он наткнулся на беженцев, спасавшихся от итальянской оккупации Куфры через Увейнат, и помог спасти многих от смерти в засушливой пустыне. Клейтон активно сотрудничал с Ральфом Бэгнолдом в подготовке и картографировании, связанных с довоенными исследовательскими поездками Бэгнолда.
В начале Второй мировой войны Клейтон был государственным геодезистом в Танганьике. Бэгнольд вернул его в Египет из-за его детального знания Западной пустыни. Он был зачислен в разведывательный корпус и служил в Группе дальнего действия по пустыне британской армии.
Клейтон возглавлял патруль «T» в запланированном нападении на Куфру, когда патруль был атакован итальянской компанией автомобильных и авиационных роты Сахары 31 января 1941 года недалеко от Джебель-Шерифа. Во время боя капитан Клейтон был ранен, а его машина повреждена. Он вместе со своими коллегами был взят в плен. Его перевели в регион Абруцци в Италии, где его посетил Ласло Алмаши после шпионской миссии Алмаши, операции «Салам», по перевозке двух немецких шпионов через Ливийскую пустыню в Каир.
В 1941 году за работу в Ливийской пустыне он был награжден медалью основателя Королевского географического общества.

## Смерть
Пэт Клейтон умер 17 марта 1962 года в возрасте 65 лет от аневризмы.
В его честь названа улица Патрика Клейтона, построенная на месте бывшей школы разведки объединенных служб в Эшфорде, графство Кент.